# رادیو (فیلم ۲۰۰۳)
رادیو (انگلیسی: Radio) یک فیلم سینمایی آمریکایی در ژانر فیلم زندگی‌نامه‌ای و درام محصول سال ۲۰۰۳ میلادی به کارگردانی مایکل تولین است.

## بازیگران
- کوبا گودینگ جونیور
- اس اپاتا مرکرسون
- اد هریس
- دبرا وینگر
- سارا درو
- الفری وودارد
- ریلی اسمیت
- کریس مالکی
- برنت سکستون

## داستان
پسر 18 ساله ای به نام جیمز که کمی از لحاظ ذهنی عقب مانده است، توسط یک مربی فوتبال آمریکایی به نام هارولد که جیمز هر روز از کنار زمین تمرین تیم او میگذرد دعوت و پذیرایی می شود. سپس به او یک رادیو هدیه می دهد و به دلیل علاقه زیادی که جیمز به آن رادیو دارد او را با کلمه رادیو صدا میزند(تقریباً در کل فیلم جیمز (رادیو) صدا زده می شود). وی با مربی دوست می شود و مربی او را در تمرینات و مسابقات تیمش به عنوان روحیه دهنده یا کسی که برای تیم شانس می آورد شرکت می دهد(در جایگاه مربیان نه در خود بازی). روزی مربی هارولد تصمیم میگیرد رادیو را که به دلیل مشکل عقب ماندگی ذهنی اش به مدرسه نمی‌رود را وارد مدرسه کند که در این راه به مشکلات و مخالفانی برمیخورد و...